# Contea di Grand Gedeh
La contea di Grand Gedeh è una delle 15 contee della Liberia. Il capoluogo è Zwedru.
La contea venne istituita nel 1964.
La contea di Grand Gedeh confina a ovest con la contea di Nimba, a sud-ovest con quella di Sinoe mentre a sud est con la contea di River Gee. la parte nord della contea è il confine con la vicina Costa d'Avorio.

## Geografia antropica

### Suddivisioni amministrative
La contea è divisa in 8 distretti:
- B'hai
- Cavala
- Gbao
- Gboe-Ploe
- Glio-Twarbo
- Konobo
- Putu
- Tchien